# Arnave
Arnave (Arnava, en occitan) est une commune française, située dans le département de l'Ariège en région Occitanie.
La commune est localisée dans le sud-est du département. Exposée à un climat de montagne, elle est drainée par l'Arnave, le ruisseau de Serbel et par deux petits cours d'eau. La commune possède un patrimoine naturel remarquable composé de six zones naturelles d'intérêt écologique, faunistique et floristique.
Arnave est une commune rurale qui compte 214 habitants en 2022, après avoir connu un pic de population de 470 habitants en 1851. Elle fait partie de l'aire d'attraction de Foix. Ses habitants sont appelés les Arnavais ou Arnavaises.
Le patrimoine architectural de la commune comprend un immeuble protégé au titre des monuments historiques : la chapelle Saint-Paul, classée en 1965.

## Géographie

### Localisation
La commune d'Arnave se trouve dans le département de l'Ariège, en région Occitanie.
Elle se situe à 13 km à vol d'oiseau de Foix, préfecture du département, et à 3 km de Tarascon-sur-Ariège, bureau centralisateur du canton du Sabarthès dont dépend la commune depuis 2015 pour les élections départementales.
La commune fait en outre partie du bassin de vie de Tarascon-sur-Ariège.
Les communes les plus proches sont : 
Cazenave-Serres-et-Allens (2,5 km), Bompas (2,8 km), Mercus-Garrabet (3,3 km), Ussat (3,3 km), Tarascon-sur-Ariège (3,4 km), Ornolac-Ussat-les-Bains (4,0 km), Arignac (4,3 km), Quié (4,4 km).

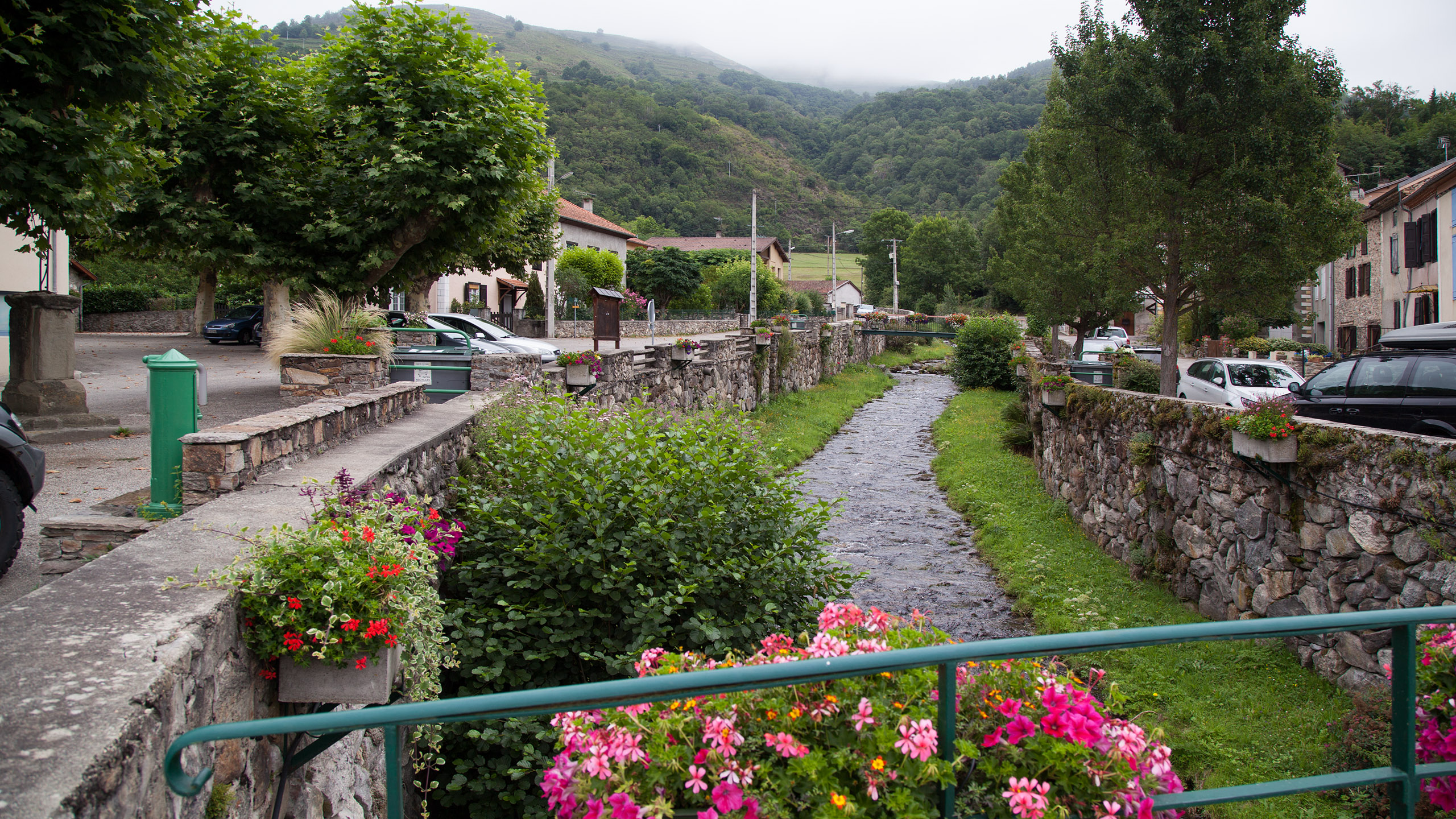
La rivière Arnave dans le village.

Sur le plan historique et culturel, Arnave fait partie du pays de Sabarthès, structuré par la haute vallée de l'Ariège en amont du pays de Foix avec Tarascon-sur-Ariège comme ville principale.
Les communes limitrophes sont Bompas, Cazenave-Serres-et-Allens, Mercus-Garrabet, Ornolac-Ussat-les-Bains, Tarascon-sur-Ariège et Ussat.
| Bompas              | Mercus-Garrabet         |                           |
| Tarascon-sur-Ariège | Arnave                  | Cazenave-Serres-et-Allens |
| Ussat               | Ornolac-Ussat-les-Bains |                           |

### Géologie et relief
La commune est située dans les Pyrénées, une chaîne montagneuse jeune, érigée durant l'ère tertiaire (il y a 40 millions d'années environ), en même temps que les Alpes. Les terrains affleurants sur le territoire communal sont constitués de roches pour partie sédimentaires et pour partie métamorphiques datant pour certaines du Mésozoïque, anciennement appelé Ère secondaire, qui s'étend de −252,2 à −66,0 Ma, et pour d'autres du Protérozoïque, le dernier éon du Précambrien sur l’échelle des temps géologiques. La structure détaillée des couches affleurantes est décrite dans les feuilles « n°1075 - Foix » et « n°1087 - Vicdessos » de la carte géologique harmonisée au 1/50 000e du département de l'Ariège, et leurs notices associées,.
La superficie cadastrale de la commune publiée par l’Insee, qui sert de références dans toutes les statistiques, est de 8,38 km2,. La superficie géographique, issue de la BD Topo, composante du Référentiel à grande échelle produit par l'IGN, est la même. Son relief est particulièrement étagé puisque la dénivelée maximale atteint 789 mètres. Le village est posé au fond d'une vallée assez profonde, entre des crêtes culminant entre 800 mètres et 1 300 mètres de haut. L'altitude du territoire varie entre 514 m et 1 303 m.

### Hydrographie

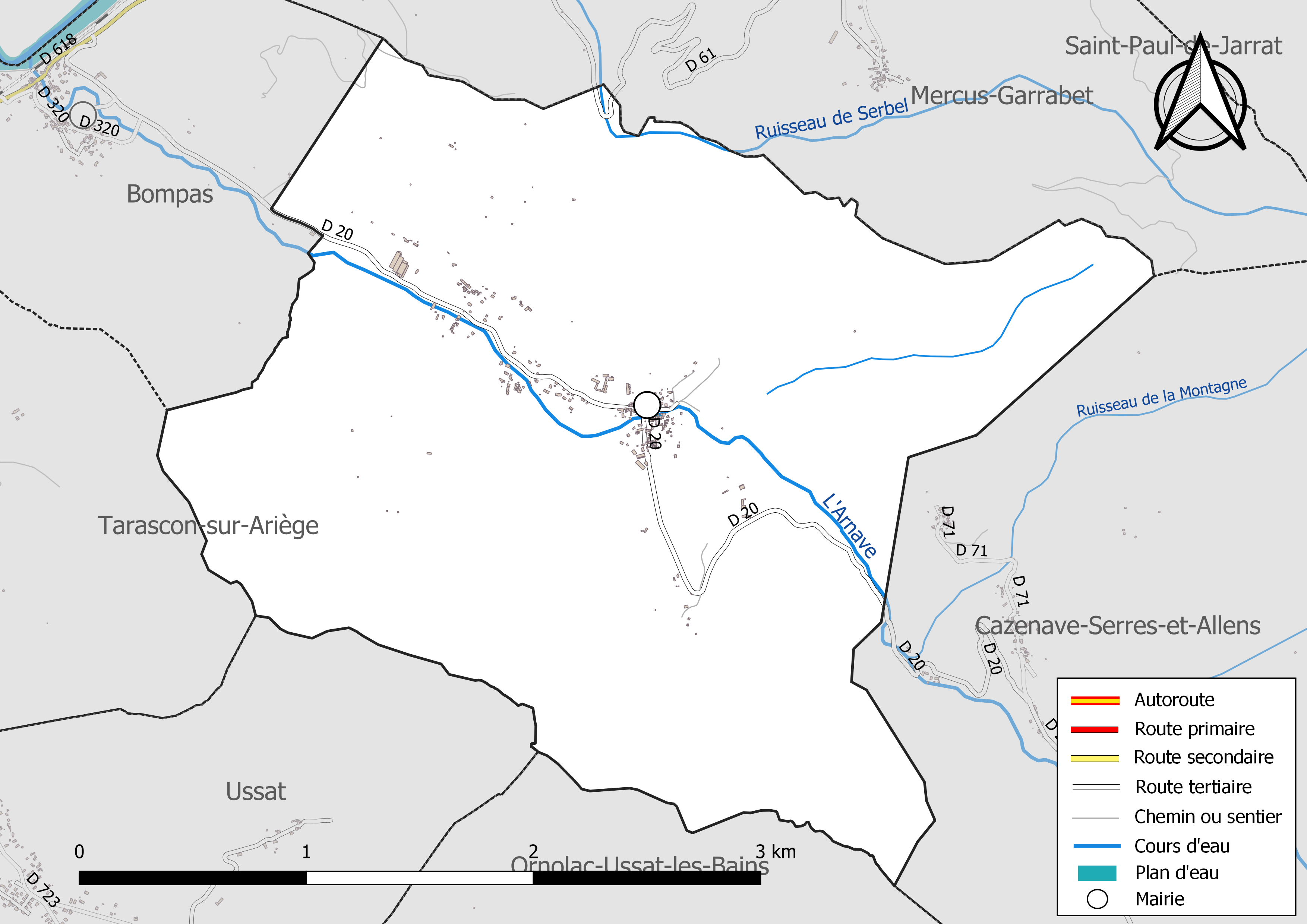
Réseaux hydrographique et routier d'Arnave.

La commune est drainée par l'Arnave, le ruisseau de Serbel et par deux petits cours d'eau, constituant un réseau hydrographique de 5 km de longueur totale,.
L'Arnave, long de 10,93 km, prend sa source dans la commune de Cazenave-Serres-et-Allens et s'écoule d'est en ouest. Il traverse la commune et se jette dans l'Ariège à Arignac, après avoir traversé 4 communes.

### Climat
Pour des articles plus généraux, voir Climat de l'Occitanie et Climat de l'Ariège.
En 2010, le climat de la commune est de type climat océanique dégradé des plaines du Centre et du Nord, selon une étude s'appuyant sur une série de données couvrant la période 1971-2000. En 2020, Météo-France publie une typologie des climats de la France métropolitaine dans laquelle la commune est exposée à un climat de montagne et est dans la région climatique Pyrénées centrales, caractérisée par une pluviométrie annuelle de 1 000 à 1 200 mm.
Pour la période 1971-2000, la température annuelle moyenne est de 11,3 °C, avec une amplitude thermique annuelle de 15,2 °C. Le cumul annuel moyen de précipitations est de 1 069 mm, avec 10,1 jours de précipitations en janvier et 7,4 jours en juillet. Pour la période 1991-2020, la température moyenne annuelle observée sur la station météorologique la plus proche, située sur la commune d'Aston à 9 km à vol d'oiseau, est de 5,9 °C et le cumul annuel moyen de précipitations est de 1 103,9 mm,. Pour l'avenir, les paramètres climatiques de la commune estimés pour 2050 selon différents scénarios d'émission de gaz à effet de serre sont consultables sur un site dédié publié par Météo-France en novembre 2022.

### Milieux naturels et biodiversité
L’inventaire des zones naturelles d'intérêt écologique, faunistique et floristique (ZNIEFF) a pour objectif de réaliser une couverture des zones les plus intéressantes sur le plan écologique, essentiellement dans la perspective d’améliorer la connaissance du patrimoine naturel national et de fournir aux différents décideurs un outil d’aide à la prise en compte de l’environnement dans l’aménagement du territoire.
Trois ZNIEFF de type 1 sont recensées sur la commune :
- le « cours de l'Ariège » (1 341 ha), couvrant 112 communes dont 86 dans l'Ariège et 26 dans la Haute-Garonne[25] ;
- le « massif de Tabe - Saint-Barthélemy » (15 185 ha), couvrant 20 communes du département[26],
- les « parois calcaires et quiès du bassin de Tarascon » (8 161 ha), couvrant 58 communes du département[27] ;

et trois ZNIEFF de type 2, : 
- « L'Ariège et ripisylves » (1 975 ha), couvrant 56 communes dont 43 dans l'Ariège et 13 dans la Haute-Garonne[28] ;
- les « montagnes d'Olmes » (31 924 ha), couvrant 33 communes dont 31 dans l'Ariège et 2 dans l'Aude[29] ;
- les « parois calcaires et quiès de la haute vallée de l'Ariège » (9 891 ha), couvrant 40 communes du département[30].

Carte des ZNIEFF de type 1 et 2 à Arnave.
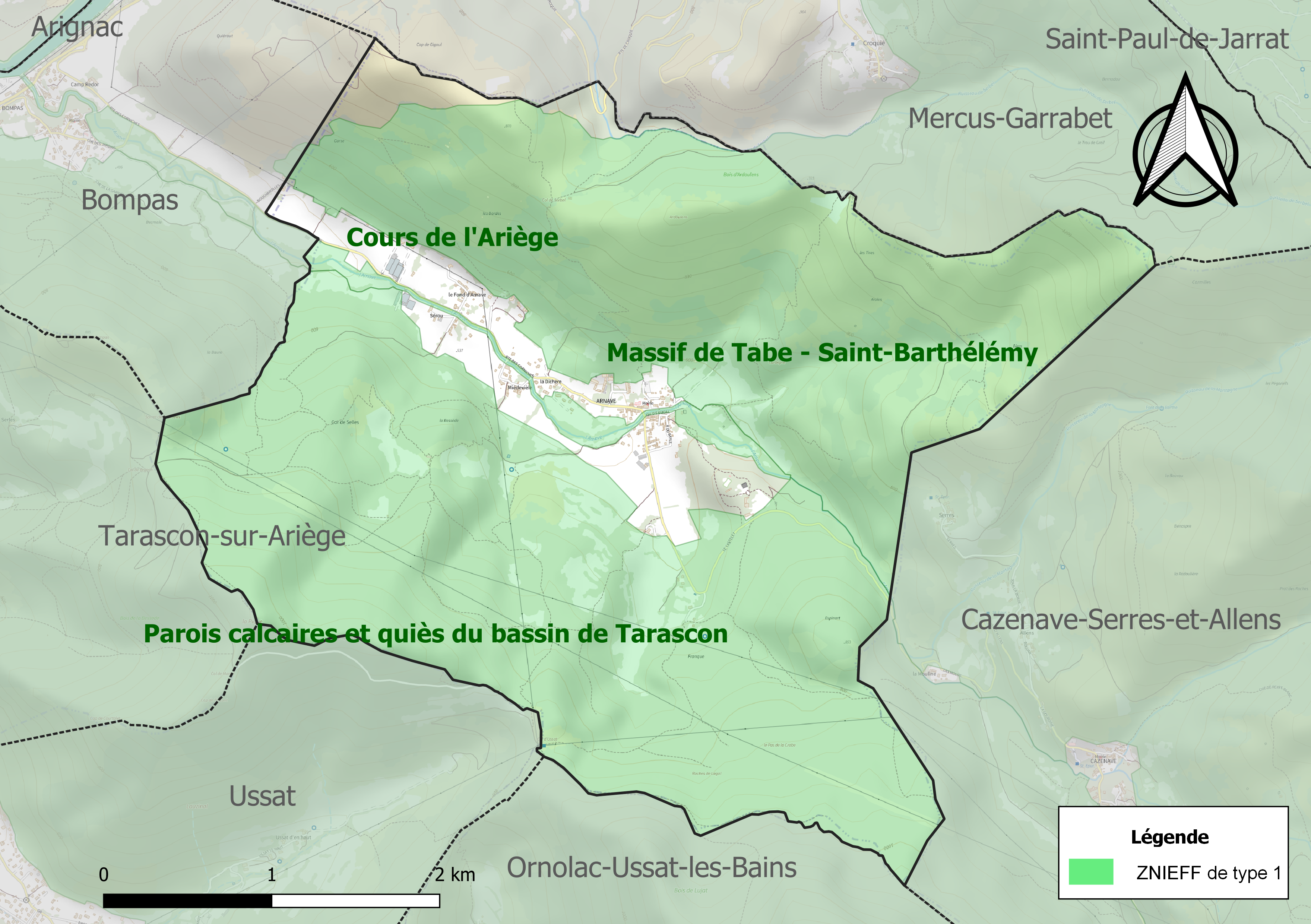
Carte des ZNIEFF de type 1 sur la commune.
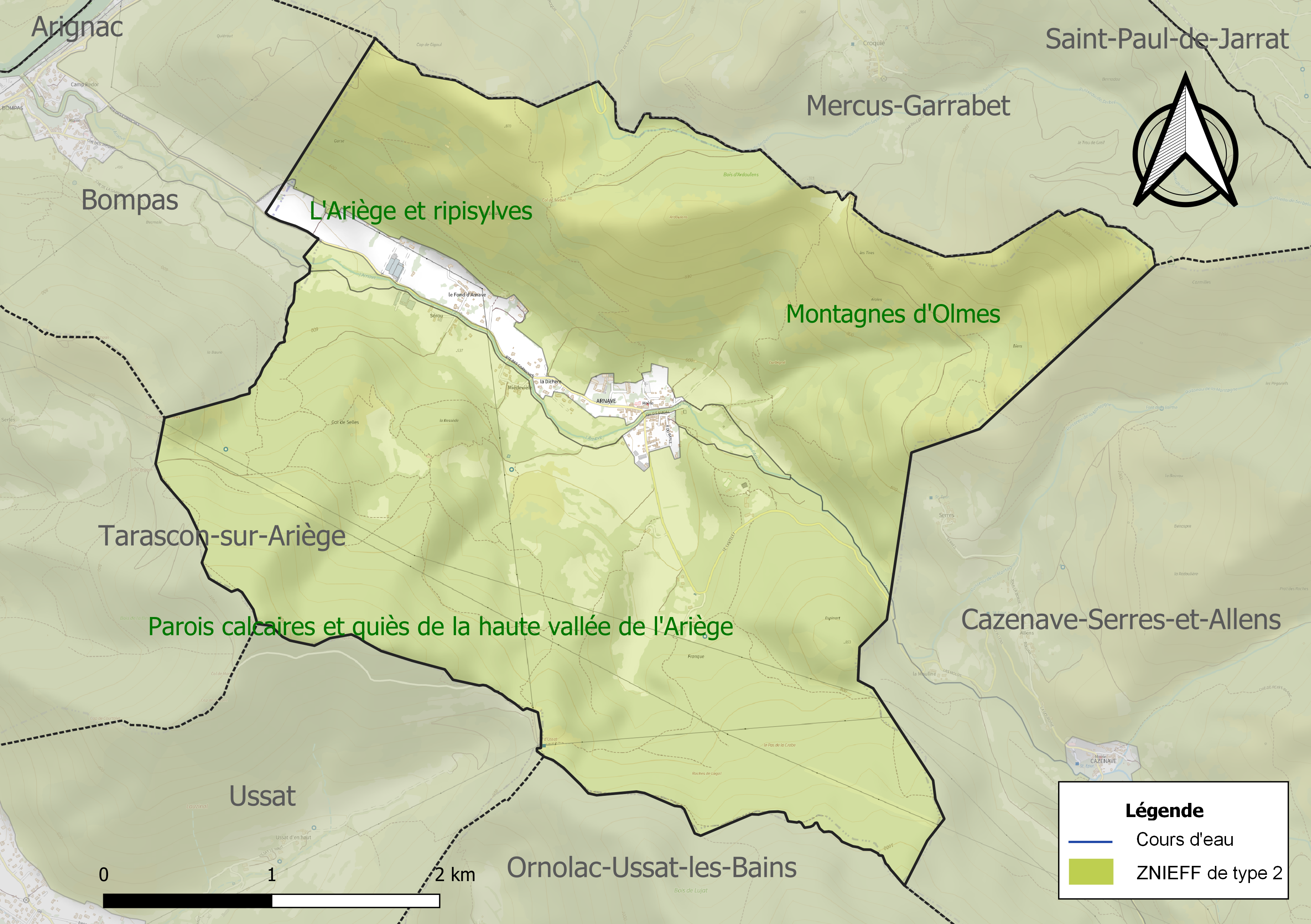
Carte des ZNIEFF de type 2 sur la commune.

## Urbanisme

### Typologie
Au 1er janvier 2024, Arnave est catégorisée commune rurale à habitat dispersé, selon la nouvelle grille communale de densité à 7 niveaux définie par l'Insee en 2022.
Elle est située hors unité urbaine. Par ailleurs la commune fait partie de l'aire d'attraction de Foix, dont elle est une commune de la couronne,. Cette aire, qui regroupe 38 communes, est catégorisée dans les aires de moins de 50 000 habitants,.

### Occupation des sols
L'occupation des sols de la commune, telle qu'elle ressort de la base de données européenne d’occupation biophysique des sols Corine Land Cover (CLC), est marquée par l'importance des forêts et milieux semi-naturels (84,1 % en 2018), en diminution par rapport à 1990 (88,2 %). La répartition détaillée en 2018 est la suivante : 
forêts (47,2 %), milieux à végétation arbustive et/ou herbacée (37 %), zones agricoles hétérogènes (15,9 %). L'évolution de l’occupation des sols de la commune et de ses infrastructures peut être observée sur les différentes représentations cartographiques du territoire : la carte de Cassini (XVIIIe siècle), la carte d'état-major (1820-1866) et les cartes ou photos aériennes de l'IGN pour la période actuelle (1950 à aujourd'hui).

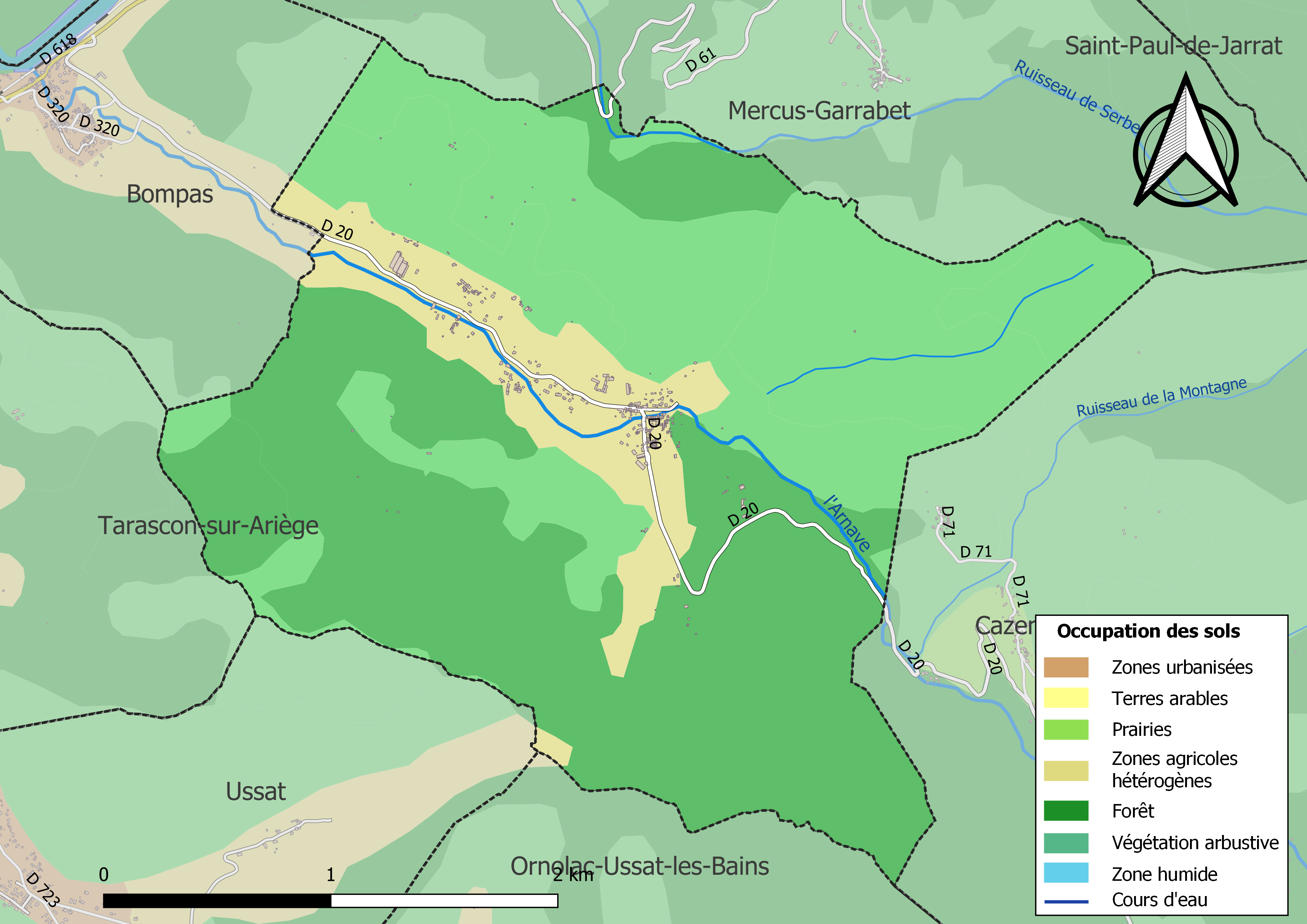
Carte des infrastructures et de l'occupation des sols de la commune en 2018 (CLC).

### Habitat et logement
En 2018, le nombre total de logements dans la commune était de 150, alors qu'il était de 150 en 2013 et de 143 en 2008.
Parmi ces logements, 62,4 % étaient des résidences principales, 35,5 % des résidences secondaires et 2,1 % des logements vacants. Ces logements étaient pour 95,9 % d'entre eux des maisons individuelles et pour 3,4 % des appartements.
Le tableau ci-dessous présente la typologie des logements à Arnave en 2018 en comparaison avec celle de l'Ariège et de la France entière. Une caractéristique marquante du parc de logements est ainsi une proportion de résidences secondaires et logements occasionnels (35,5 %) supérieure à celle du département (24,6 %) et à celle de la France entière (9,7 %). Concernant le statut d'occupation de ces logements, 77,1 % des habitants de la commune sont propriétaires de leur logement (78,2 % en 2013), contre 66,3 % pour l'Ariège et 57,5 % pour la France entière.
| Typologie                                               | Arnave | Ariège | France entière |
| ------------------------------------------------------- | ------ | ------ | -------------- |
| Résidences principales (en %)                           | 62,4   | 65,7   | 82,1           |
| Résidences secondaires et logements occasionnels (en %) | 35,5   | 24,6   | 9,7            |
| Logements vacants (en %)                                | 2,1    | 9,7    | 8,2            |

### Risques majeurs

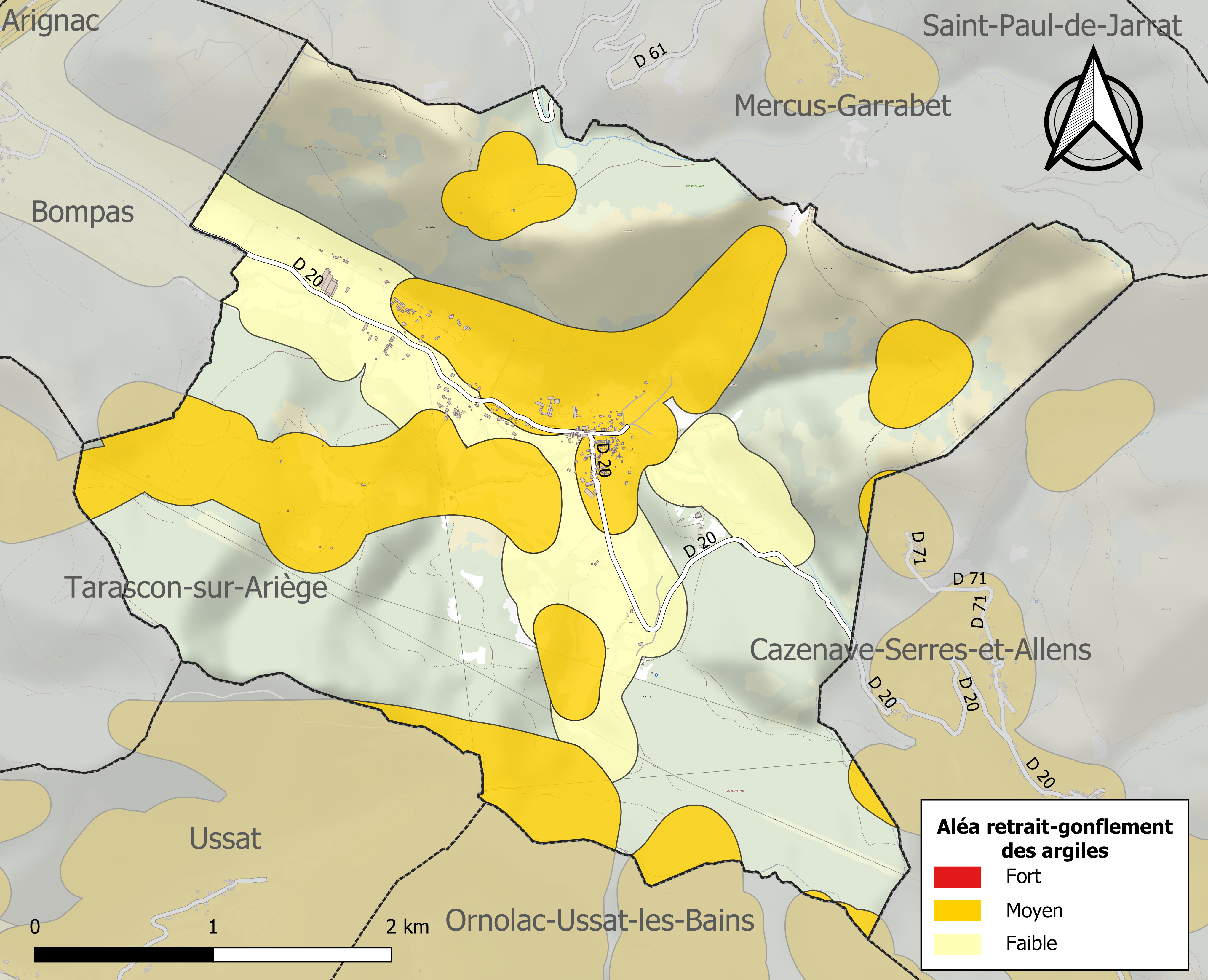
Zonage de l'aléa retrait-gonflement des argiles sur la commune d'Arnave.

Le territoire de la commune d'Arnave est vulnérable à différents aléas naturels : inondations, climatiques (grand froid ou canicule), feux de forêts, mouvements de terrains et séisme (sismicité modérée),.
Certaines parties du territoire communal sont susceptibles d’être affectées par le risque d’inondation par crue torrentielle d'un cours d'eau, ou ruissellement d'un versant.
Les mouvements de terrains susceptibles de se produire sur la commune sont soit des chutes de blocs, soit des glissements de terrains, soit des mouvements liés au retrait-gonflement des argiles. Près de 50 % de la superficie du département est concernée par l'aléa retrait-gonflement des argiles, dont la commune d'Arnave. L'inventaire national des cavités souterraines permet par ailleurs de localiser celles situées sur la commune.

## Histoire

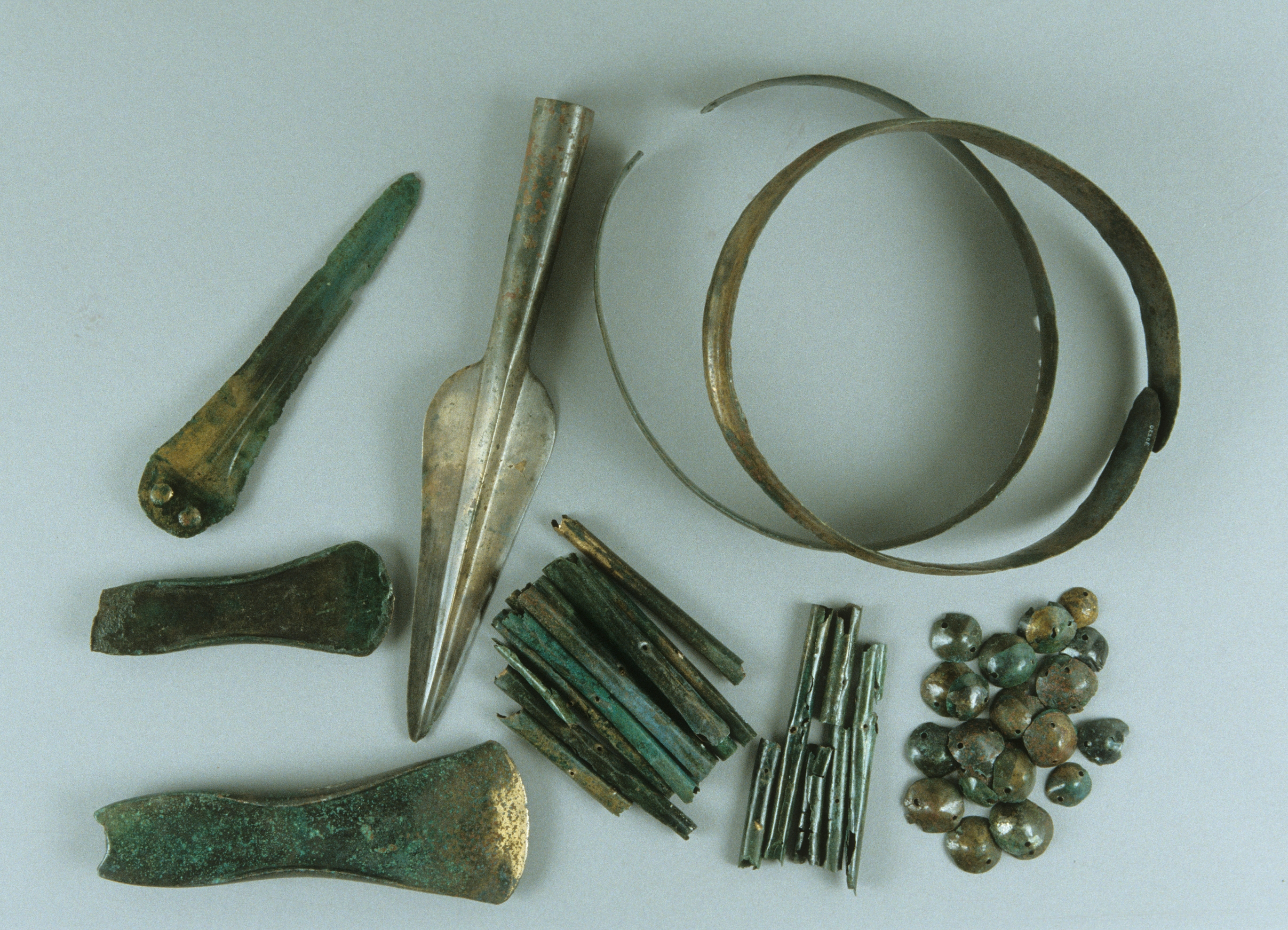
Ensemble découvert en 1894 à Arnave daté de l'Âge du bronze moyen et conservé au musée Saint-Raymond de Toulouse.

Une sépulture de l’âge du bronze et divers objets remontant à l’époque de la pierre polie mêlés aux objets de l’âge de bronze ont été mis au jour à l’occasion de travaux en 1891.
Il a été rapporté que l'ensemble était « comme groupé sous un bloc ». Cet ensemble était constitué de haches de pierre, de bronzes, de poteries et d'ossements. Seuls les bronzes et les haches de pierre ont été majoritairement recueillis.
Le mobilier métallique se compose de parures en bronze (perles, pendeloques, bandeaux), de plusieurs haches à rebords limités, et d'armes (poignards et pointes de lance). Ces objets sont typiques du Bronze moyen pyrénéen. Plusieurs haches en pierre polie (quartzite) ont également été retrouvées.
J. Guilaine date ce dépôt du Bronze moyen, c'est-à-dire entre 1600 et 1350 avant notre ère.

## Politique et administration

### Découpage territorial
La commune d'Arnave est membre de la communauté de communes du Pays de Tarascon, un établissement public de coopération intercommunale (EPCI) à fiscalité propre créé le 21 juillet 1994 dont le siège est à Tarascon-sur-Ariège. Ce dernier est par ailleurs membre d'autres groupements intercommunaux.
Sur le plan administratif, elle est rattachée à l'arrondissement de Foix, au département de l'Ariège, en tant que circonscription administrative de l'État, et à la région Occitanie.
Sur le plan électoral, elle dépend du canton du Sabarthès pour l'élection des conseillers départementaux, depuis le redécoupage cantonal de 2014 entré en vigueur en 2015, et de la première circonscription de l'Ariège  pour les élections législatives, depuis le redécoupage électoral de 1986.

### Liste des maires
| Période                                  | Période         | Identité         | Étiquette | Qualité                                                                     |
| ---------------------------------------- | --------------- | ---------------- | --------- | --------------------------------------------------------------------------- |
| 1983                                     | 1985            | Jean Elie Merle  |           |                                                                             |
| 1985                                     | 3 novembre 2017 | Alain Duran      | PS        | Professeur des écoles Conseiller général (2003-2015) Sénateur (depuis 2014) |
| 3 novembre 2017                          | En cours        | Bernard Farandou | DVG       | Retraité SNCF                                                               |
| Les données manquantes sont à compléter. |                 |                  |           |                                                                             |

## Démographie
| 1793 | 1800 | 1806 | 1821 | 1831 | 1836 | 1841 | 1846 | 1851 |
| ---- | ---- | ---- | ---- | ---- | ---- | ---- | ---- | ---- |
| 270  | 203  | 343  | 287  | 339  | 363  | 390  | 414  | 470  |

| 1856 | 1861 | 1866 | 1872 | 1876 | 1881 | 1886 | 1891 | 1896 |
| ---- | ---- | ---- | ---- | ---- | ---- | ---- | ---- | ---- |
| 451  | 390  | 370  | 349  | 383  | 389  | 406  | 384  | 388  |

| 1901 | 1906 | 1911 | 1921 | 1926 | 1931 | 1936 | 1946 | 1954 |
| ---- | ---- | ---- | ---- | ---- | ---- | ---- | ---- | ---- |
| 349  | 347  | 322  | 244  | 229  | 211  | 185  | 175  | 154  |

| 1962 | 1968 | 1975 | 1982 | 1990 | 1999 | 2004 | 2006 | 2009 |
| ---- | ---- | ---- | ---- | ---- | ---- | ---- | ---- | ---- |
| 131  | 146  | 109  | 123  | 153  | 168  | 204  | 202  | 215  |

| 2014 | 2019 | 2022 | - | - | - | - | - | - |
| ---- | ---- | ---- | - | - | - | - | - | - |
| 205  | 218  | 214  | - | - | - | - | - | - |

## Économie

### Revenus
En 2018, la commune compte 91 ménages fiscaux, regroupant 210 personnes. La médiane du revenu disponible par unité de consommation est de 21 290 € (19 820 € dans le département).

### Emploi
| Division       | 2008  | 2013   | 2018   |
| -------------- | ----- | ------ | ------ |
| Commune        | 5,2 % | 8,1 %  | 5,6 %  |
| Département    | 8,9 % | 11,1 % | 11,2 % |
| France entière | 8,3 % | 10 %   | 10 %   |

En 2018, la population âgée de 15 à 64 ans s'élève à 141 personnes, parmi lesquelles on compte 78,5 % d'actifs (72,9 % ayant un emploi et 5,6 % de chômeurs) et 21,5 % d'inactifs,. Depuis 2008, le taux de chômage communal (au sens du recensement) des 15-64 ans est inférieur à celui de la France et du département.
La commune fait partie de la couronne de l'aire d'attraction de Foix, du fait qu'au moins 15 % des actifs travaillent dans le pôle,. Elle compte 29 emplois en 2018, contre 26 en 2013 et 38 en 2008. Le nombre d'actifs ayant un emploi résidant dans la commune est de 103, soit un indicateur de concentration d'emploi de 28,7 % et un taux d'activité parmi les 15 ans ou plus de 61,4 %.
Sur ces 103 actifs de 15 ans ou plus ayant un emploi, 21 travaillent dans la commune, soit 21 % des habitants. Pour se rendre au travail, 83,8 % des habitants utilisent un véhicule personnel ou de fonction à quatre roues, 2,9 % les transports en commun, 8,6 % s'y rendent en deux-roues, à vélo ou à pied et 4,8 % n'ont pas besoin de transport (travail au domicile).

### Activités hors agriculture
14 établissements sont implantés  à Arnave au 31 décembre 2019.
Le secteur des activités spécialisées, scientifiques et techniques et des activités de services administratifs et de soutien est prépondérant sur la commune puisqu'il représente 28,6 % du nombre total d'établissements de la commune (4 sur les 14 entreprises implantées  à Arnave), contre 13,2 % au niveau départemental.

### Agriculture
|                                   | 1988 | 2000 | 2010 |
| --------------------------------- | ---- | ---- | ---- |
| Exploitations                     | 10   | 6    | 6    |
| Superficie agricole utilisée (ha) | 234  | 240  | 211  |

La commune fait partie de la petite région agricole dénommée « Région pyrénéenne ». En 2010, l'orientation technico-économique de l'agriculture  sur la commune est la polyculture et le polyélevage. Six exploitations agricoles ayant leur siège dans la commune sont dénombrées lors du recensement agricole de 2010 (dix en 1988). La superficie agricole utilisée est de 211 ha.

## Culture locale et patrimoine

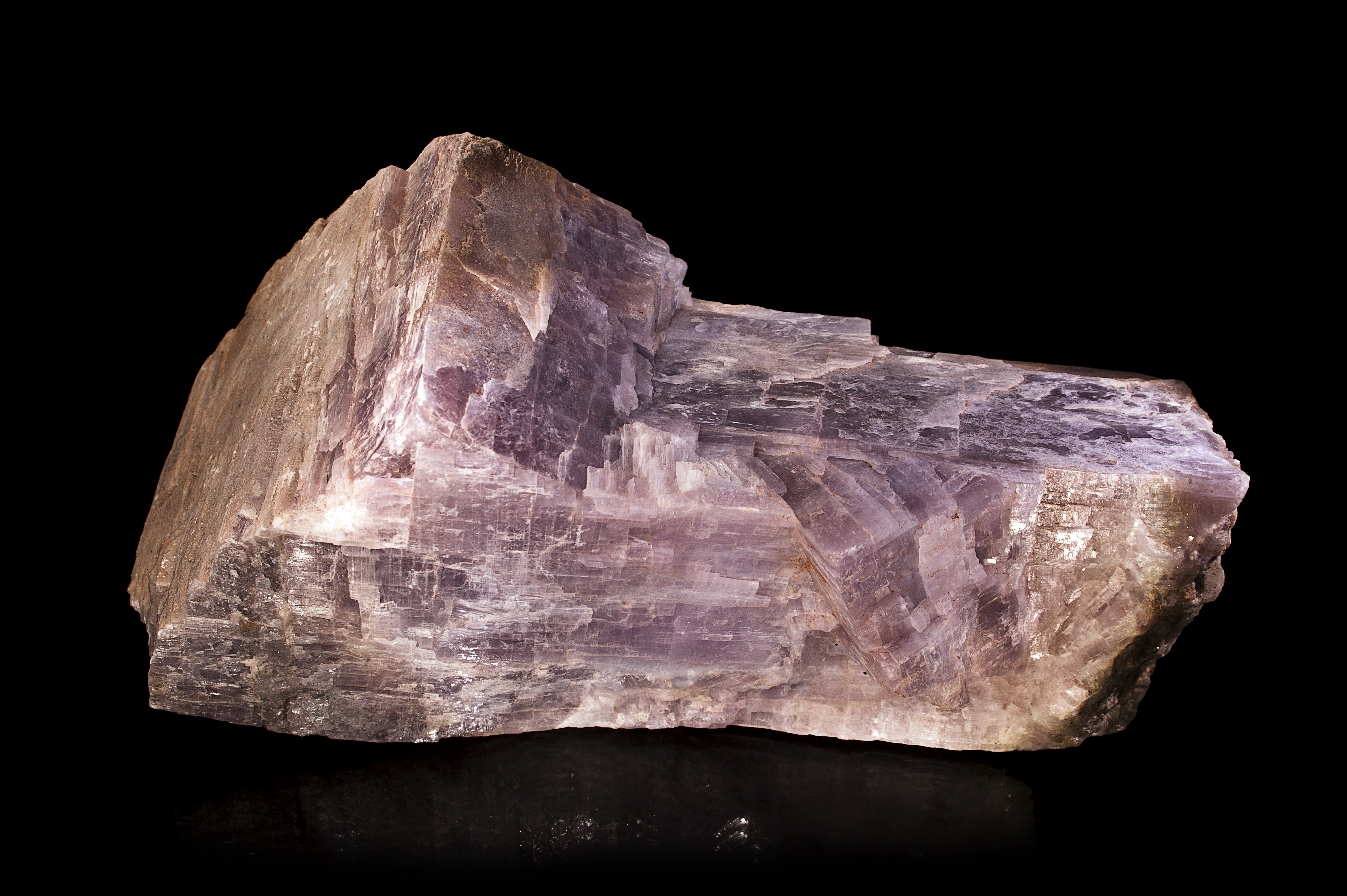
Anhydrite de l'ancienne carrière de gypse d'Arnave.

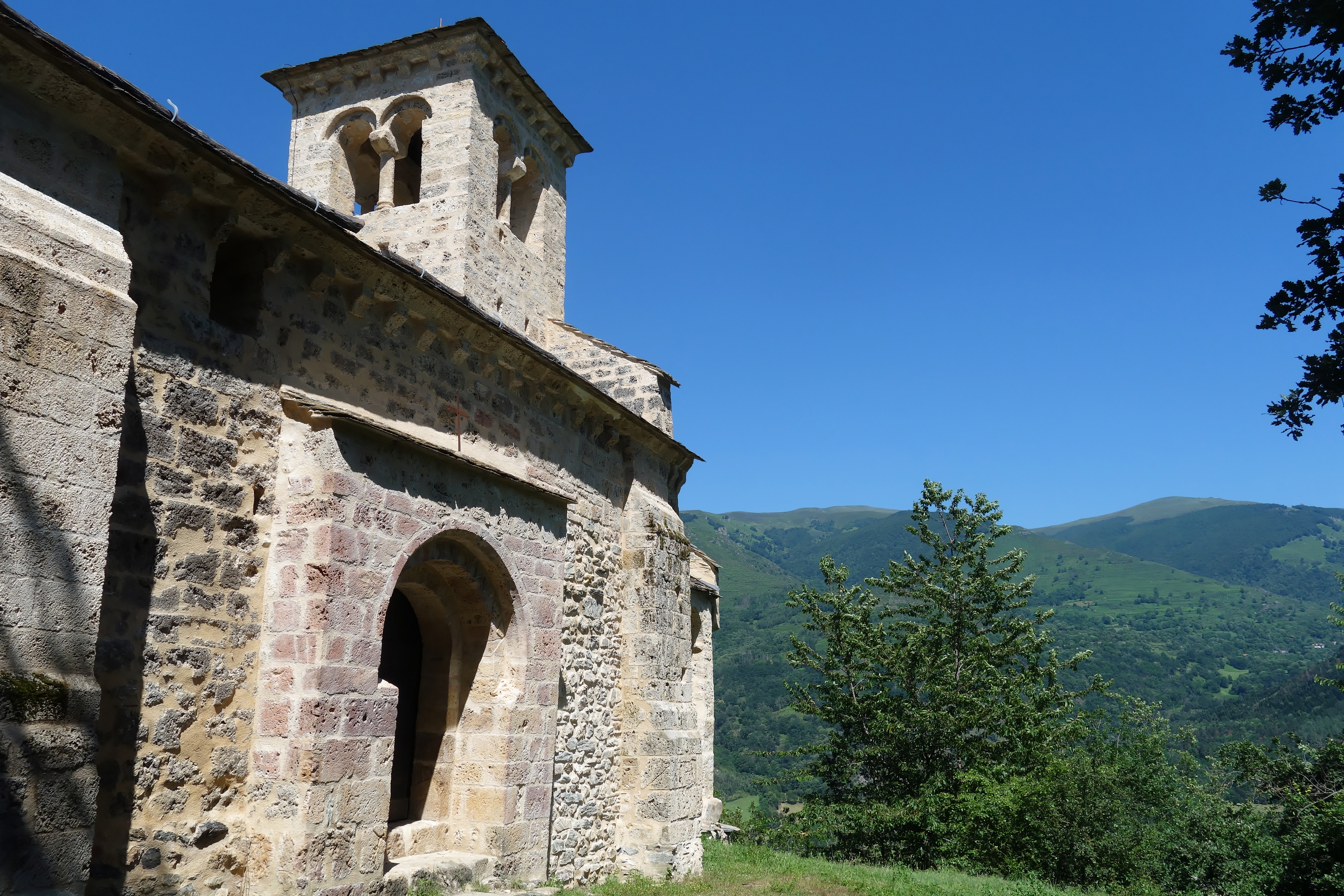
La chapelle Saint-Paul en 2023.

### Lieux et monuments
- Au siècle dernier, Arnave possédait une carrière de gypse qui est connue pour les pièces de collection d'anhydrite[52].
- Chapelle romane Saint-Paul d'Arnave, classée Monument historique en 1965, considérée comme une des plus anciennes du département.

L'édifice, situé au-dessus du village, remonte aux Xe et XIe siècles. Jules d'Ancelin, baron de Labaume, y repose. La chapelle était en effet possession de la baronnie de Labaume jusqu'au milieu du XXe siècle, date à laquelle elle fut cédée à la commune pour en effectuer la restauration. Le lieu est aussi connu pour sa pierre noire, censée guérir du « Haut-Mal », c'est-à-dire de l'épilepsie, lorsque le malade dort une nuit entière la tête dessus. Grâce aux légendes de guérisons miraculeuses, l'endroit fut longtemps lieu de pèlerinage.
- Église Saint-Pierre.

### Personnalités liées à la commune
- Alain Duran, ancien maire, sénateur socialiste de l'Ariège de 2014 à 2020.

## Pour approfondir